# Battle Angel Alita
Battle Angel Alita (GUNNM, jap. 銃夢, Ganmu, deutsch Waffentraum) ist ein Manga des japanischen Comiczeichners Yukito Kishiro. Die Folgeserie hat den Titel Battle Angel Alita: Last Order und spielt nach der Hauptstory. Die weitere Folgeserie, die die Vorgeschichte der Protagonistin Alita/Yoko behandelt, heißt Battle Angel Alita: Mars Chronicle. Neben diesen beiden Folgeserien wurde auch ein Einzelband mit verschiedenen Kurzgeschichten rund um die Hauptstory veröffentlicht; er heißt Battle Angel Alita: Other Stories. Die Geschichte wird dem Genre des Cyberpunk zugeordnet. Auf der Grundlage des Mangas wurde auch eine Anime-Serie (OVA) und, basierend auf sowohl dem Manga als auch dem Anime, der Realfilm Alita: Battle Angel veröffentlicht.

## Handlung

### Battle Angel Alita

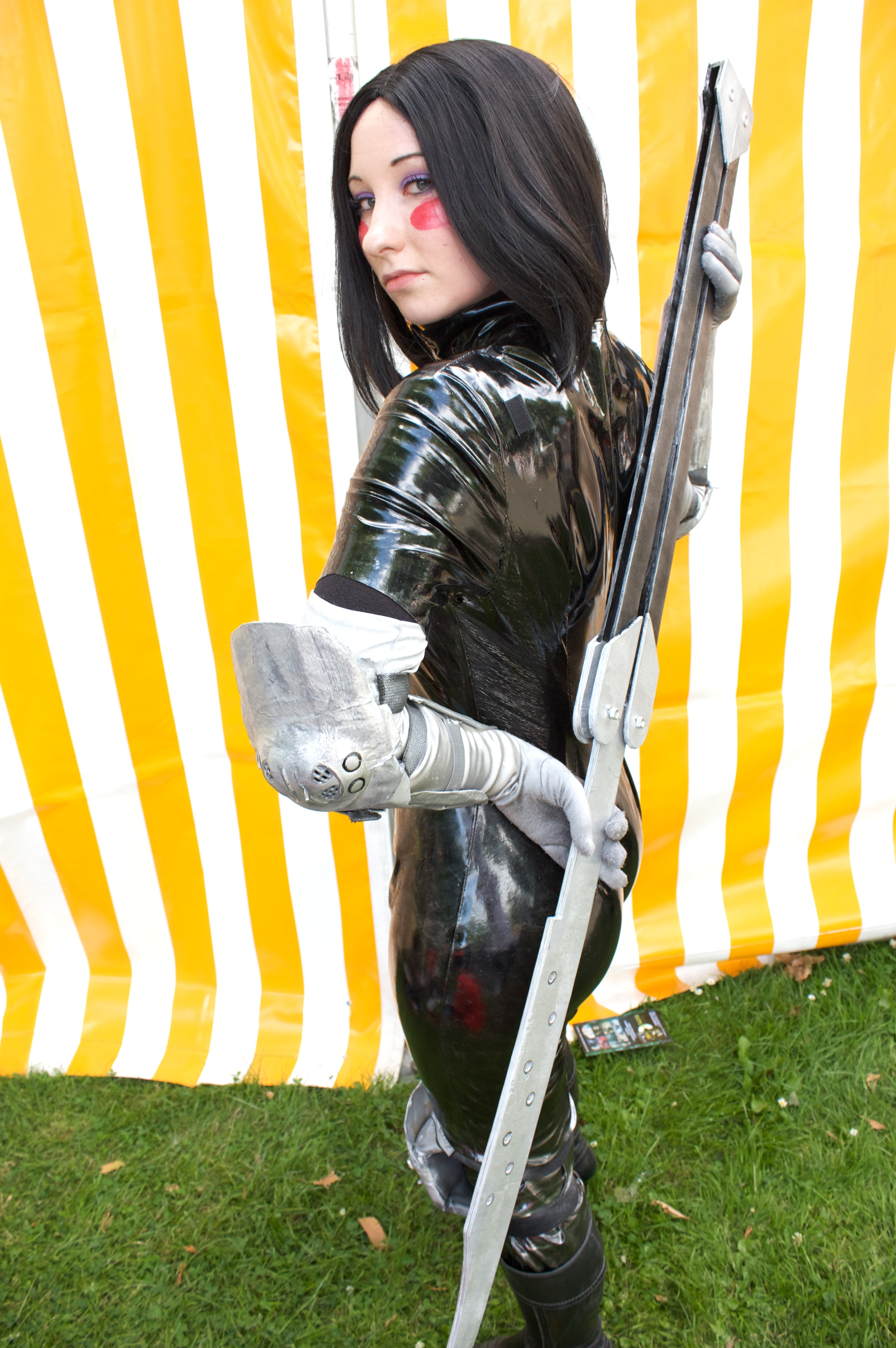
Cosplayer als Alita verkleidet

Aus einem teilweise verschrotteten Kopf eines weiblichen Cyborgs baut der Mechaniker Ido mit anderen Schrottteilen einen neuen künstlichen Organismus. Er nennt sie Alita. Ohne Erinnerung an ihr früheres Leben assistiert sie Ido in Schrottstadt. Eines Tages findet sie heraus, dass sie bisher ungeahnte Fähigkeiten im Kampf hat. Sie beschließt, Kopfgeldjägerin, ein sogenannter „Hunter Warrior“, zu werden. Aufgrund von verlustreichen Kämpfen erhält sie von Ido dafür einen neuen nahezu unbesiegbaren Körper, den er „Berserker“ nennt und der angeblich aus dem Weltraum stammt. Mit ihren Kampfkünsten und den Fähigkeiten ihres Körpers bringt sie auch Kriminelle zur Strecke, vor denen andere Kopfgeldjäger zurückschrecken.
In Band zwei verliebt sich Alita in Yugo, dem ein Organhändler versprochen hat, ihn für eine bestimmte Geldmenge in die Himmelsstadt Zalem zu bringen. Als Yugo auf der Fahndungsliste auftaucht, muss sich Alita zwischen ihrem Job und der Liebe entscheiden. Sie wagt den Spagat, indem sie seinen Kopf und somit das Hirn rettet und den Körper des Jungen als Trophäe und somit als Beweis für dessen Tod abliefert. Ido spendiert ihm einen Maschinenkörper. Dann muss Yugo aber erkennen, dass er es nur in Einzelteilen schaffen würde, die Himmelsstadt zu erreichen, und stirbt daran.
Desillusioniert möchte Alita in Band drei ein neues Leben anfangen und beginnt mit Motorball, einer Art Kombination zwischen Inline-Skate-Rennen und American Football auf Leben und Tod. Sie schafft in kürzester Zeit den Aufstieg in die zweithöchste Rennklasse. Dann trifft sie auf Jashugan, den langjährigen und unbezwingbaren Meister der höchsten Klasse. Sie erkämpft sich das Recht, direkt gegen ihn anzutreten, benötigt dafür aber noch ein Team aus vier weiteren Spielern.
In Band vier stellt sie sich dieses Team im Rahmen eines Motorball-Rennens zusammen und tritt schließlich gegen Jashugan an. Die anderen vier Mitspieler werden von Jashugan auf den ersten Metern aus dem Spiel geworfen, so dass es direkt zum Showdown zwischen ihm und Alita kommt. Im Verlauf dieses Kampfes erinnert sie sich an ihre Vorgeschichte, die auf dem Mars stattgefunden haben muss.
In Band fünf zieht sie sich aus dem Motorball-Sport zurück und beginnt in der Bar, die als Treffpunkt der Kopfgeldjäger dient, zu singen und möchte ein einfaches Leben führen. Da taucht Zapan wieder auf – ein ehemaliger Kopfgeldjäger-Kollege, den sie in Band zwei ausspielte. Inzwischen wurde Zapan aber vom „Karma-Forscher“ Desty Nova mit Alitas Berserker-Körper ausgestattet, den sie während der Motorball-Karriere einlagern ließ, der aber gestohlen wurde. Ausgestattet mit einem Serum, das den Berserker-Körper zerstört, kommt sie zum Showdown in Schrottstadt.
In Band sechs erwacht Alita in Zalem und entscheidet sich, ausgestattet mit einem neuen, noch besseren Körper und vielen High-Tech-Gadgets, als Super-Agentin für Zalem zu agieren. Außerhalb von Schrottstadt läuft ein Guerilla-Krieg mit den Bar Jack, die die Versorgungswege von Zalem zu stören versuchen. Während der Eskorte eines nuklearbetriebenen Zuges begegnet sie Foggier Four und Jörg, die sich als Söldner zur Bewachung des Zuges verdingt haben. Während eines Kampfes mit einem Teil der Bar Jack gehen Alita und Foggier Four gemeinsam erfolgreich gegen die übermächtigen Truppen vor. Foggier wird zu ihrer neuen Liebe.
In Band sieben schließt sie Freundschaft mit Lou, ihrer neuen Kontaktperson in Zalem. Sie erhält den Auftrag, Den, den Anführer der Bar Jack, zu finden. Auf dem Weg dorthin begegnet sie Kaos, der „psychometrische Fähigkeiten“ hat. Dadurch kann er durch bloße Berührung von Gegenständen alles über deren Vergangenheit erfahren. Kaos „befreit“ Alita aus der Abhängigkeit von Zalem und möchte sie heiraten, da tauchen die Bar Jack auf. Alita stellt sich Den, verschont ihn aber im entscheidenden Moment. Schließlich stellt sich heraus, dass Den das Alter Ego von Kaos ist.
Alita diente als Prototyp für einen Cyborgtyp, den Zalem inzwischen in zwölffacher Ausführung losgeschickt hat. Dies stellt sich in Band acht heraus. Da sich Alita als zu widerspenstig erwiesen hat, wurde „AR-2“ (kurz „Zwei“ genannt) darauf angesetzt, das Original zu eliminieren. Zusammen mit Lou, welche ihr vom Hauptquartier der Tuned mithilft, kann sie sich retten – Lou aber wird suspendiert. Alita begibt sich auf die Suche nach Desty Nova und findet ihn in einer Felsenfestung. Inzwischen haben die Bar Jack einen Frontalangriff auf Zalem gestartet, werden aber von Alitas Replica „AR-10“ vernichtend geschlagen.
In Band neun eröffnet Desty Nova mit einer Liveschaltung nach ganz Zalem die wahre Natur von deren Bevölkerung. Er beweist durch die Öffnung des eigenen Schädels, dass alle Gehirne der erwachsenen Bewohner Zalems im Rahmen eines Initiationsritus entfernt und durch einen Hochleistungschip ersetzt werden. Dadurch wurde es den Behörden möglich, alle Bürger zu kontrollieren. Widerspenstige wie Desty Nova oder Ido wurden aus Zalem verbannt. Desty Nova schafft es, Alita mittels Sprengstoff zu töten. In einer Nahtodesvision erkennt Alita endlich ihre wahre Vergangenheit und ihre Herkunft vom Mars. Desty Nova wird von Zalem begnadigt und wieder aufgenommen. Er nimmt Teile des Hirnes von Alita mit und rekonstruiert sie in seinem Labor. Zusammen mit Lou und Desty Nova macht sie sich auf, den Zentralcomputer von Zalem zu erreichen, den kein Mensch bisher erreicht hat, und erkennt dort die Zusammenhänge aller bisherigen Abenteuer.

### Battle Angel Alita: Last Order
Diese Manga-Reihe ist keine nahtlose Fortsetzung von Battle Angel Alita, sondern als alternatives Ende der Geschichte anzusehen. Diese Reihe beginnt dort, wo Desty Nova mit Teilen von Alitas Gehirn nach Zalem zurückkehrt. Im Verlauf der verschiedenen Geschichten erkennt Alita immer mehr über ihre Vergangenheit und die speziellen Techniken der „Panzerkunst“, welche sie langsam wiederentdeckt. Ein entscheidender Unterschied zur Vorgängerserie ist der Wechsel von der Erdoberfläche mit ihrer barbarischen, schmutzigen Kultur in das größtenteils durchnormte und hoch entwickelte, jedoch ebenfalls oft groteske Weltall.
Alita wacht in der Wolkenstadt Zalem auf, wieder zum Leben erweckt durch den Wissenschaftler Desty Nova. In der Stadt tobt ein Bürgerkrieg zwischen den Bewohnern und den Maschinen des MIB, die versuchen die Ordnung wiederherzustellen, indem sie jeden töten, der über das Geheimnis des MIB Bescheid weiß, denn Desty Nova hat den Bürgern von Zalem das Geheimnis der Gehirnchips offenbart. Alita schließt sich dort einer Gruppe von Kindern an, die sich gegen ihre eigenen Eltern zur Wehr setzen müssen. Danach trifft sie auf Sechs, Elf und Zwölf, 3 ihrer Repliken aus der „Tuned-Serie“, die Desty Nova begleiten. Als sie Sechs besiegt, stehen ihr die drei zukünftig kameradschaftlich gegenüber.
Im folgenden Band kehrt, nach einem erbitterten Kampf gegen einen Riesenroboter, wieder Frieden in Zalem ein. Alita erfährt vom Schicksal ihrer Freundin Lou und es wird berichtet, wie Kaos für den Plan einer Vereinigung von Schrottstadt und Zalem „kämpft“.
In Band drei fahren Alita und Nova mit den Tuned mit dem Orbitallift von Zalem hinauf nach Jeru, der Weltraumstadt. Dort treffen sie auf Aga Mbadi, der aber nur am Hirnchip von Desty Nova interessiert ist und alle anderen wieder zurück zur Erde werfen lässt.
Durch Glück werden Alita und ihre Begleiter jedoch von Pingu Uh gerettet, der versteckt im Roboterreich von Jeru lebt. Hier erfährt sie viel über die politische Situation im Sonnensystem und über das Zenit Of Things Turnier (Z.O.T.T.), was ihr Zugang zu Jeru ermöglichen würde. Pingu und Alita verstecken sich anschließend im Raumschiff der Marsfraktion und gelangen so nach Leviathan 1, ein riesiges Kolonieschiff, das als Freizeitschlachtfeld fungiert.
Nach einem traumatischen Erlebnis mit einem Kind fühlt sie sich diesen ab sofort verpflichtet und begibt sich zusammen mit Zazie auf dieses Schlachtfeld. Zusammen räumen sie dieses Schlachtfeld ab – überwinden dabei sogar das Team des Weltraumkarate unter der Leitung des preisgekrönten Cyborg-Karateka Toji – und melden sich für das Z.O.T.T. an.
Im fünften Band kämpfen Alita und die Tuned im Z.O.T.T. und gewinnen souverän die Vorrunde.
Alita erlebt einen Gewissenskonflikt, als sie im Turnier auf das Weltraumkinderheim-Team Guntroll, welches von der Vampirin Caella Sanguise geleitet wird, treffen und sie nicht gegen sie antreten will. Erst als der Rest ihres Teams besiegt ist, greift Alita in den Kampf ein und bringt die Wende.
In Band sechs gewinnt Alita gegen die Anführerin der Guntroll-Mannschaft, die Vampirin Caella Sanguise, die einst Alita auf ihrer letzten Mission als Yoko aufhielt und somit ihr Schicksal besiegelte. Im Zeitpunkt der von ihr inszenierten Niederlage überreicht Caella Alita einen Schlüssel, der für das erfolgreiche Fortführen Alitas’ Mission von Nutzen ist. Während die Sechs, Elf und Zwölf in der nächsten Runde antreten, versucht Alita in das Zentrum der Orbitalstation vorzudringen. Dabei wird sie von einem weiteren Panzerkünstler angegriffen.
Im siebten Band kämpft Alita gegen Zeikrow von Rabe, auch der unmenschliche Zeik genannt, Höherer Krieger des Mauser Stils und Meister der Kammergruppe der Panzerkunst. Dabei werden weitere Details über ihre Rolle in den vergangenen Jahren und Hintergründe für die Zerstörung Grüntals offenbart. Außerdem geht der in Band 6 begonnene Kampf gegen den Weltraumzirkus weiter und Sechs betritt wieder die Bühne. Der Band endet mit dem Sieg der Space Angels gegen die übersinnlich begabten Mitglieder des Weltraumkults.
Im achten Band hacken sich Alita und Pingu in Melchizedek ein und finden eine Erinnerung der Vampirin Caella, die ab jetzt eine Hauptcharakterrolle einnimmt. In dieser Erinnerung sieht man einen Ausschnitt aus ihrem Leben kurz nach dem Kometeneinschlag auf der Erde. Diese Episode zieht sich über 50 Jahre hin und beschreibt das Leben der Vampire und der Menschen, welche zu dieser Zeit erbitterte Feinde waren, sowie die postapokalyptische Epoche, in der die Welt, geprägt durch die neue Eiszeit, neu geordnet wurde (man erfährt unter anderem auch, dass Japan den größten Schaden erlitten hat, da der Komet direkt in Tokio einschlug).
Im neunten Band besiegt Caella ihren einstigen Verlobten Byron und erlebt das Ende des „Langen Winters“. Sie wacht einige Jahre später aus einem komaartigen Zustand mit neuen Kräften und einem regenerierten Körper wieder auf. Zudem wird geschildert, wie Caella das Programm „Fata Morgana“ erhält, welches einem Admin-Rechte im Melchizedek-System verschafft und zu dessen Zerstörung führen soll(te?).
Im zehnten Band nimmt die Erde Kontakt zu den Bürgern Zalems auf, zu denen nun auch ein Nova-Klon gehört. Quasi im Alleingang besiegt Sechs die Gegner im ZOTT und sichert den Space Angels so den Einzug ins Halbfinale. Alita erhält von einer virtuellen Caella das „Fata-Morgana“-Programm und somit die Macht über das Schicksal der Menschheit. Nachdem Alita die virtuelle Realität verlassen hat, kommt es zum Kampf zwischen Pingu und Mbadi, welchen Pingu nur knapp überlebt. Im darauffolgenden Tumult in der realen Welt trifft Sechs auf einen Gegner, der für ihn eine Herausforderung darstellt, nachdem er zuvor im ZOTT alle Gegner mit Leichtigkeit besiegt hat. Als Alita nun Lous Gehirn aus dem Inkubator befreien möchte, trifft sie auf Nova, der über zwei Gehirnchips verfügt und sie dazu bringt, das Gehirn in der P-Box gegen Lous zu tauschen, doch dieses Gehirn ist ihr eigenes, da sich seit ihrem Erwachen in Zalem ebenfalls ein Hirnchip in ihrem Kopf befindet. Durch den Schock und einen Hack dieses bösartigeren Novas geschlagen, stürzt sie in die Eingeweide von Zalems Innenleben.
Im elften Band zieht allein Toji, Meister des Superelekromagnetismus-Karate, in den Viertelfinalkampf der Weltraumkarateallianz. Sein Gegner ist Anomalie, ein Wesen aus Nanomaschinenzellen, welches Super-Nova als „eine böse Karikatur des Menschen“ beschreibt. Toji scheint zu unterliegen, was Zekka, Karatemeister des Mukashindi-Zweitstils, dazu verleiten, in den Kampf einzugreifen; Toji fordert eine Demonstration von Zekkas Kampftechnik, statt ihm einfach nur Ratschläge zu geben. Im A-Block tritt Sechs den Halbfinalkampf an, ebenfalls allein. Sein Gegner ist Warman 609 vom Team Jupiter. Sechs setzt seine im Z.O.T.T.-Turnier erworbenen Erfahrungen ein, um die erste Form des Warman zu vernichten. Bei der zweiten Form erhält er Hilfe von einem kampferprobten Freund, der sich als fünftes Teammitglied unvermittelt eingetragen hat. Gemeinsam stehen sie bald der letzten, aber schier unbesiegbaren Form des Warman, Tunguska, einer Kriegswaffe, gegenüber – der auch das Leben der Zuschauer gefährdet. In diesen Momenten bahnt sich Alitas Comeback an.
Im zwölften Band greift Alita wieder aktiv in das Geschehen ein. Da sie Tunguska durch die Nanomaschinenzellen sprengen konnte und so quasi ihre Wiedergeburt feiert, ist sie nun stärker denn je. Supernova nennt ihren Körper den Imaginos 2.0. Trinidad und Supernova brechen daraufhin das Turnier ab und greifen Alita, Sechs und Zazie an. Doch Alita ist nun immun gegen Trinidads Hacking und kann ihm die Hand zerdrücken und ihn auch schlagen, wenn sie will. Aufgrund des Drucks von Alita, Zekka und dem neuauftretenden Venus-Teams wird das Turnier fortgesetzt. Doch der Preis ist nicht mehr die staatliche Souveränität, sondern vielmehr die Herrschaft über Zalem und Schrottstadt, deren Vernichtung durch die New Order Mbadi bereits in Planung ist. Das Venus-Team hat weiterhin noch einige genetische Überraschungen für Zekka parat. In der Zeit des Wiederaufbaus der Arena tragen Karatekämpfer aus allen Ecken des Sonnensystems einen wahren Karatekrieg aus, um herauszufinden, wer denn nun die Kämpfer sein werden, die Toji und Zekka im Halbfinale vertreten werden. Ein Kämpfer kristallisiert sich aus der Masse der Kämpfer heraus und es läuft auf das größte Turnier aller Zeiten hinaus.
Der dreizehnte Band beschreibt den Kampf zwischen dem Venus-Team und den jetzt wieder vier Karatekämpfern, da Taraba und der perverse Rakkan ins Team aufgenommen wurden, Letzterer durch Zekka, der meint, man könne sich Moral momentan nicht leisten. Es wird gezeigt, wie auf der Venus eine genmanipulierte Kampfbestie namens Igrec aufgezogen wird. Damit sie gefügig ist, wird für die Betreuung eine attraktive Androidin, Olympe, eingesetzt, die jedoch von Igrec in einem Hungeranfall zerstört wird. Nach Ende dieser Rückblende geht der Kampf zwischen dem Venus-Team und den Karatekämpfern los. Das Venus-Team setzt dabei auf genetisch künstlich geschaffene Tiere wie Bigorne und Chicheface sowie Igrec, der nun Homme de feu heißt und dem als Belohnung für die Teilnahme die Freiheit der wiederhergestellten Olympe versprochen wird, und Pissarrocrie De Vouivre als Erschaffer der Bestien. In dem furiosen Kampf sterben zwei Bestien und ein Karatekämpfer. Toji wird durch einen heftigen Angriff des mutierenden Igrecs, trotz absperrender Schilde, in das All geschleudert. Olympe verrät Pissarrocrie De Vouivre, wegen seiner Grausamkeit gegenüber Igrec, und greift ihn hinterrücks an, er überlebt aber knapp. Olympe flüchtet zu Igrec, wird aber von Pissarocrie, nun in seiner wahren Gestalt als deformierte Zwergenkreatur, erschossen. Igrec bricht daraufhin den Kampf ab, aber sein Körper mutiert weiterhin und durchdringt den gesamten Kampfplatz. Zekka beendet die Mutation durch einen Angriff, der ihm den endgültigen Sieg bringt.
Im vierzehnten Band erzählt Zazie, die zuvor zusammengebrochen ist, wie es zu ihrem Zustand kam. Während einer gemeinsamen Militäroperation der New Order, der Venus, des Jupiter und der parlamentarischen Marsfraktion zur Befreiung des Raumhafens Olympus auf dem Mars wurde Zazie von einer als Frau X bezeichneten Panzerkunstkämpferin mit einem Verschlag belegt, der nach einem Monat durch sich addierende Solitonwellen dazu führen wird, dass ihr Kopf explodiert. Alita kann Zazie jedoch retten, im Verschlag war aber auch eine codierte Nachricht an sie versteckt: „Ich warte auf Dich!“
Danach hat Aga Mbadi eine Erscheinung von Arthur, der ihm erläutert, was beim Finale des Zott passieren kann, und ihn vor der Verwendung des Damokles-Schwerts, einer Skalarwellenwaffe ähnlich Abbadon, nur wesentlich stärker, warnt. Auf der Erde in Schrottstadt arbeiten Vektor und Chaos inzwischen an einer „Demokratisierung“, auch in Zalem erfährt man über den Handel zwischen Alita, den Karatekämpfern und Aga Mbadi, was die Zukunft der Erdbewohner angeht.
Im fünfzehnten Band: Der Letzte Kampf des ZOTT, die Weltraumkaratekämpfer gegen die Space Angels beginnt. Alita kämpft gegen Toji, Zazie gegen Rakkan und Sechs gegen Zekka. Im Verlauf des Kampfes erfährt man mehr über die Vorgeschichte von Rakkan, welcher ein geachteter Karatelehrer war und selbst anfliegende Geschosse abfangen konnte, jedoch durch seinen Sohn, der von anderen Kindern dazu angestiftet wurde, angeschossen wird und einen Gehirnschaden davonträgt, welcher ihn zum Verbrecher wandelt. Rakkan stirbt im Kampf gegen Zazie, nachdem diese seine Uranfingerspitzen mit einem Osmiumgeschoss überwinden kann. Im Kampf gegen Zekka sieht es so aus, als ob Sechs gewinnen kann, jedoch hat der Karatekämpfer mit gezielten Schlägen, und von diesem unbemerkt, Sechs’ Brustkorb beschädigt, worauf dieser explodiert, was jedoch nicht sein Ende bedeutet, da die kleine synchronisierte Einheit überlebt. Durch das Eingreifen der Jupiteraner verliert Alita gegen Toji, sie kann sich aber wieder auf dem Schlachtfeld materialisieren und Toji niederringen. Gerade als sie ihn töten will, erhebt sich eine Hand aus Tojis Körper und stoppt ihre Klinge; es ist Donfa, welcher sich in Toji verborgen hielt. Da er nun den für ihn einzig würdigen Gegner vor sich hat, fordert Zekka Donfa zum Kampf. Donfa gelingt es, Zekka mit einem einzigen Schlag auf den Mond zu schleudern, womit die Karatekämpfer besiegt sind und die Space Angels das ZOTT gewonnen haben. Aga Mbadi will dies nicht hinnehmen und befiehlt den Einsatz des Damokles-Schwerts, doch Pingu hat es geschafft, Unanimous auszuschalten, und der Vorsitzende Yanik widersetzt sich Mbadi und wird in Folge von diesem getötet. Donfa kann mit der Erschaffung eines schwarzen Lochs die Skalarwellenwaffe gerade noch stoppen und begegnet nun Mbadi, welchem er die drei implantierten Gehirnchips entreißt. Die Bürger von Jeru, nun nicht mehr unter Mbadis Kontrolle, haben von dessen Vergehen erfahren und setzen ihm nach; um zu entfliehen, stößt er den Onion-Frame ab, was gewaltige Kräfte wirken lässt, die den Orbitalring samt Zalem und dem Städtepaar Zig und Gurat erschüttern. Der Onionframe wird evakuiert, und Mbadi trifft dort auf Caerulea Sanguis, die ihn tötet und in den Weltraum befördert. Nun aber droht der außer Kontrolle geratene Onionframe auf die Mondkolonie zu stürzen.
In einer Rückblende wird gezeigt, dass Alita vor ihrer Rematerialisierung in der Arena die künstliche Intelligenz des Jupiter „Zeus“ und Arthur die KI von Jeru trifft. Beide sind zuerst uneins, entscheiden sich aber, Alitas Körper mit seinen gewaltigen Möglichkeiten zu rekonstruieren, und sie wird zuerst als ihre Agentin damit beauftragt, die Mondkolonie zu retten, zuvor muss sie sich jedoch entscheiden, in welcher Form sie mit ihren beiden Gehirnen, biologisch und künstlich, fortexistieren möchte. Der mittlerweile evakuierte Onionframe wird schließlich von Alita so verändert, dass er dem Mond mittels schwingenartiger Ausformungen ausweicht und in den Weltraum verschwindet.
Auf der Erdoberfläche sieht man, dass zwischenzeitlich Ido und Figure Four in Schrottstadt eingetroffen sind; nun wird ihre Geschichte bis zu diesem Zeitpunkt hin erzählt. Figure trifft eine der AR-Einheiten, die von Sechs (damals noch im weiblichen AR-Körper) verfolgt wird, und versucht sie zu beschützen, da er sie für Alita hält. Sechs kann die AR-Einheit töten, überwindet schließlich auch Figure, der dabei einen Arm verliert und sich nur durch einen Sprung in einen nahen Fluss retten kann. Später wird er von Ido und Kayna gerettet und mit einem neuen, kybernetischen Arm ausgestattet.
Das Auftauchen eines Cyborgarztes, welcher Ido für den von ihm messianisch verehrten Nova hält, führt schließlich zu massiven Problemen, da nun Novas Opfer und Feinde sich sammeln, um Rache zu nehmen. Die fanatisch an Nova als Erlöser glaubenden Gewindesoldaten kämpfen gegen die Angreifer, Ido und Figure können fliehen, Kanya trifft auf eines von Novas Opfern, dem sie im Kampf unterliegt; durch die Kämpfe kommt es zu einer Kernschmelze im Reaktor der Factory-Farm und einer gewaltigen Explosion, die diese vernichtet.
Ido und Figure werden durch die Behörden der nächsten Factory-Farm festgenommen, und da man sicher sein will, dass Ido nicht Desty Nova ist und doch noch entkommt, zum Tode durch Erschießen verurteilt. Sie können jedoch durch die Hilfe all jener entkommen, denen Ido einst geholfen hat.
In Schrottstadt angekommen, sehen sie die Zerstörung, welche durch die Ablösung des Onionframe verursacht wurde, und treffen auf Koyomi, welche Figure gerade noch vor einem tödlichen Sturz retten kann. Zusammen mit Kaos, zwei Cyborgs und zwei Technikern begeben sie sich nach Zalem, dort hat aber bereits eine von Novas Inkarnationen die Macht an sich gerissen und fordert nun seinen Sohn Kaos zu einem Spiel auf Leben und Tod heraus, welches gleich zu Beginn einen der Cyborgs das Leben kostet und in weiterer Folge Ido. Kaos entscheidet, einen Joker, der ihn selbst rettet, zu verwenden, um, auch wenn alle anderen sterben, zumindest in der Lage zu sein, Nova zu töten. In diesem Moment taucht Ido auf und überwältigt Nova. Idos Tod wurde mit Hilfe der Täusch-Novas, Nova-Klonen mit geringerem Intellekt, welche von Nova für Experimente und zur Ablenkung verwendet werden, nur inszeniert. Da nach Novas Tod seine Wiederherstellung automatisch von neuem beginnen würde, wird er betäubt und eingefroren, zuvor jedoch gibt er Ido noch einige Pillen mit dessen gelöschten Erinnerungen. Nola, Pam Mahan und ihre Marge wurden von Nova gespeichert, in Biomasse aufgelöst und nun rekonstruiert, wie der Rest der Bewohner Zalems, allerdings unterlässt man es vorerst, den Mädchen zu sagen, dass sie „getötet“ wurden.
Ido, Figure, Kaos, Koyomi, Marge und die Cyborgs treffen in Jeru ein, wo die Roboter unter ihrem neuen König Hekaton die Macht übernommen haben. Bei Hekaton handelt es sich aber um Deckman 100, der zusammen mit Elf und Zwölf Lambda Nam Nam entmachtet hat. Figure und Koyomi werden durch Rem Rei gerettet, welche zusammen mit ihrem Onkel, Sechs’ Cyborgtechniker, und Sechs selbst, welcher nun wieder in seinem kleinen Körper unterwegs ist, den Sturz des Königs angeht. Nach einem kurzen Kampf, bei dem Elf und Zwölf durch Sechs besiegt werden, offenbart sich der Grund für Deckman-100s Handeln: Nach dem Fall von Mbadi wurde die Existenz des Inkubators den höchsten Stellen der Erdorbitalenföderation bekannt, und diese wollte sich seiner aus politischen Gründen entledigen, selbst Lambda Nam Nam war damit einverstanden, da er einer Konfrontation mit den Menschen aus dem Weg gehen wollte, weshalb er vom in Panik geratenen Deckman-100, der Alitas Gehirn retten musste, mit Elf und Zwölf angegriffen wurde.
Später sieht man Figure, der mit Lou, welche wieder als vollständiger Mensch rekonstruiert wurde, vor einem Biodrucker wartet, um schließlich den „Ausdruck“ Alita selbst, nun allerdings mit einem biologischen Körper, in die Arme zu schließen. Auf dem Mars ist inzwischen die Gehirnchip-Alita angekommen.

### Battle Angel Alita: Mars Chronicle
Nachdem, wie in Last Order gezeigt, Yoko und Erika durch Gerda vor dem Tod gerettet wurden, werden die beiden Mädchen in eine kleine Stadt, Mamiana, gebracht und von einem Arzt behandelt. Der Arzt erkennt Yokos gegenwärtige Unfähigkeit, ihren Cyborgkörper richtig zu bedienen, und stattet sie mit einer Fernbedienung für ihre Beine aus.
Nachdem beide in einem Waisenhaus untergekommen sind, wird Yoko wegen ihres mechanischen Körpers von Ninon Silber, die aus der königlichen Familie des Mars stammt, misshandelt. Ninon versucht, Erika gegen Yoko auszuspielen, doch Erika widersetzt sich und wird von den anderen Mädchen verprügelt. Mittlerweile haben drei Kopfgeldjäger die Suche nach Yoko begonnen.
In einer Pumpstation hat Ninon ihren geheimen Palast eingerichtet und zeigt diesen nun Yoko und Erika. Ein Bilderbuch, welches sie Yoko vorliest, beleuchtet die Vorgeschichte des Mars. Während die Mädchen in ihrem Versteck spielen, wird das Dorf von sog. „Heuschrecken“, Infanterie mit Raketenrucksack, angegriffen und das Waisenhaus zerstört. Es gelingt den Dorfbewohnern die Heuschrecken zu besiegen, doch diese waren lediglich Aufklärer für die Hauptstreitmacht, welche nun mit zahlreichen Einheiten, darunter einem gewaltigen, zuggleichen Panzerfahrzeug, auf das Dorf zurollt. Als kleinstes der Mädchen wird Yoko durch einen Schacht gesandt, um den Anderen die durch den Wasserdruck versperrte Tür zur Rückseite der Station zu öffnen, und eine Flucht zu ermöglichen. Yoko verliert dabei ihre Fernbedienung, ist aber letztendlich erfolgreich. Doch einer der maskierten und gepanzerten Soldaten dringt in das Versteck vor und zwei der Mädchen sterben, bevor er durch das Öffnen einer Schleuse getötet wird. Am Ausgang angekommen müssen die Mädchen feststellen, dass die Stiege nicht mehr existiert. Ninon glaubt, es handele sich bei den Angreifern um das Papagei-Armee-Korps, welches nach einer Rebellion treu zu ihrem Vater hielt, sie versucht durch Bekanntgabe ihrer Identität die Angreifer aufzuhalten, wird aber erschossen. Nach dem Massaker treffen die drei Kopfgeldjäger ein, können aber nur noch der Beseitigung von Leichen durch das echte Papagei-Korps zusehen, bei den Angreifern handelte es sich um das Abtrünnige-Winde-Korps.
Durch eine Nachrichtensendung erfahren die Kopfgeldjäger, dass Erika und Yoko überlebt haben. Die Mädchen sind nun wieder bei dem Arzt, der sie anfangs behandelt hat, und dieser muss erkennen, dass die beiden alles, was in Mamiana geschehen ist, verdrängt haben und annehmen, sie wären ihm nun das erste Mal begegnet. Mit dem Wohnwagen des Arztes versucht man sicheres Gebiet zu erreichen, doch es kommt zu einem sog. „Himmelbruch“. Dabei zerreißt der durch gewaltige Säulen getragene Baldachin, der die Atmosphäre des Mars hält. Es kommt zu katastrophalen Temperaturstürzen und einem plötzlichen Druckabfall, den die drei Protagonisten nur durch den Aufenthalt im druckgeregelten Wagen überleben. Nach einer Nacht in Ungewissheit werden alle von einer Gärtnerin des Mars Baldachin Vereins (MBV) gerettet, jene Organisation ist damit betraut den Baldachin und die Säulen zu bauen und zu erhalten. Mui, die Gärtnerin erklärt dann auch, dass der Himmelbruch nicht durch ein natürliches Ereignis wie einen Meteoriten verursacht wurde, sondern von einer der sich im Krieg befindlichen Armeen als Taktik der verbrannten Erde angewendet wurde. Auch der Grund für die Rettung der drei wird offenbart: Die Errichtung einer neuen Säule verlangt nach einem Menschenopfer, welches als Grundlage für deren Wachstum herhalten muss. Der Doktor kommt wegen seines Alters nicht in Frage, auch Yoko scheidet aufgrund ihres Maschinenkörpers aus, nur Erika ist geeignet. Bevor Mui Erika und Yoko, welche auch im Tod zusammenbleiben wollen, umwandeln kann, meldet sich eine Priesterin des MBV und erklärt, dass die Mädchen, eines Orakelspruchs wegen, unverletzt gehen zu lassen sind.
Das nächste Kapitel spielt wieder in der Gegenwart, im Jahr 594 der Ära Sputnik, Alita/Yoko ist zurück auf dem Mars und legt beim Monument von Mamiana Blumen nieder. Erika erscheint, sie erklärt, das Denkmal sei von ihr errichtet worden, um Alita zu finden, welche in den vergangenen drei Jahren auf der Venus war und von dort die Beserkerkanone Danko, eine auf Berserkerzellen basierendes, künstliches Wesen in Form einer Schusswaffe, welches sich um ihren Arm schlängelt, mitgebracht hat. Erika war in der Tat Frau X, welche für das neue Dritte Reich gekämpft hat und Alita in Zazies Körper eine Nachricht gesendet hat.
Szenenwechsel zum Raumschiff Guntroll der Stellar Nursery Society, Caerulea Sanguis berät sich mit Qu Tsang und man bespricht sich über den Angriff auf ihre Basis, und deren Zerstörung, welcher die SNS zur Teilnahme am ZOTT gezwungen hat. Caerullea hat herausgefunden, dass Aga Mbadi nichts damit zu tun hatte, sondern jemand, der sich nur als „Dasein“ bezeichnet und sich im Hintergrund hält. Auch der Kampf mit dem Neuen Dritten Reich kommt zur Sprache, Sechs kämpft inzwischen auf der Seite der SNS auf der Seite von Königin Limeila, welche nun bereits 80 % des baldachinbedeckten Marsgebietes erobert hat.
Auf dem Mars ist es zwischen Alita und Erika zum Kampf gekommen, in welchen Danko eingreift, indem sie auf Erika feuert, welche durch eine Panzerkunsttechnik den Schuss ablenken kann. Erika erklärt Alita, dass diese vor 208 Jahren vor der Operation Maulwurf gedroht hätte, sie würde Erika bei ihrem Wiedersehen töten. Auf der Guntroll erklärt Caerulea Sanguis inzwischen, dass der Anführer des Neuen Dritten Reichs, Klaus Kirwitzer, tot aufgefunden wurde. Eine Autopsie hat ergeben, dass es sich bei ihm um einen Necrosoldaten gehandelt hat, einen Toten, dessen Erinnerungen und Fähigkeiten konserviert wurden, der aber ferngelenkt wird. Und auch Erika soll, laut Alita, welche sie mit dieser schrecklichen Wahrheit konfrontiert, eine Necrosoldatin sein, denn Alita hat Erika vor 200 Jahren getötet. Erika ist entsetzt und lehnt diese Offenbarung ab, verliert aber im weiteren Kampf einen Fuß. Bevor sie Alita erneut angreifen kann, erscheinen die Einherjer in einem fliegenden Fahrzeug. Die Einherjer, die Krieger Daseins, sind Alitas ehemalige Kampfgefährten, alles Necrosoldaten, von denen sie nun erfährt, dass sie vor drei Jahren durch Caerullea Sanguis’ Hand sterben sollte, um sich ihnen anzuschließen. Erika wird von ihrem Anführer Gregt, der Rückzug befohlen, und nach der Flucht der Einherjer, die durch ein mit einer Bombe versehenes Kind ermöglicht wird, dessen Rettung Alita eine Verfolgung unmöglich macht, erscheinen die Soldaten von Königin Limeila. Alita und Danko werden wegen des Mordversuchs an Limeila festgenommen, eine Anschuldigung, die Zazie, die Kommandeurin der Einheit, ihnen entgegenschleudert.
Alita ist nun Gefangene der parlamentarischen Marsfraktion, sie wird verhört und mit dem angeblich von ihr begangenen Mordanschlag auf Königin Limeila konfrontiert, unerwartet taucht Caerulea Sanguis auf und erklärt, dass die parlamentarische Marsfraktion vermutlich von etlichen Necrosoldaten infiltriert wurde, auch eine Priesterin des MBV erscheint, es handelt sich um Mui, welche nun Alitas Freilassung verlangt und für sie bürgt. Königin Limeila, die nun körperlich wiederhergestellt ist, gibt ihr Einverständnis, doch Alita erhält vor ihrer Freilassung ein Halsband mit Sender, um immer auffindbar zu bleiben.
In der Basis der Einherjer verlangt Erika von Gregt die Wahrheit zu erfahren, ob jeder von ihnen ein Necrosoldat ist. Gregt bestätigt dies und fragt die geschockte Erika, ob dies einen Unterschied mache, da ihre „Träume“ doch gleich geblieben sind.
Alita die nun bei Mui untergekommen ist, will Erika retten und man macht sich auf einen von Mui empfohlenen, fähigen Arzt zu konsultieren, bei welchem es sich um niemand anders handelt als um Super Nova, der nun auch Zeikrov als Bediensteten beschäftigt.
Nova weiß zwar nicht, was ein Necrosoldat ist, will aber versuchen nach Alitas, Muis und Zeikrovs Wunsch zu handeln und den Kontrollmechanismus aus dem Gehirn zu entfernen und Erika wieder zu einem Lebewesen zu machen.
Eine erneute Rückblende zeigt, wie Yoko mit ihrer Mutter wiedervereint wird. Beide gehören einer wichtigen Familie des Mars an, während der Doktor und Erika weiterziehen, wie sich herausstellt, war Erika selbst für den Tod ihrer grausamen und gewalttätigen Eltern verantwortlich. Erika hat Verbrechern reiche Beute versprochen, wenn diese ihren Vater und ihre Mutter, welche Erika ein Auge ausgestochen hat, töten. Die Beute stellt sich aber als eine für die beiden Gauner nutzlose Ausgabe des Buches „[Vom Kriege]“ von Karl von Clausewitz heraus. Zur gleichen Zeit wird die alle drei Jahre stattfindende EDOM Konferenz der großen Achtzehn abgehalten, eine Versammlung der Marsregierung, die über die Nutzung eines Orbitalspiegels berät, besagter Spiegel wird zur Verteilung des schwachen Sonnenlichtes genutzt. Gewaltsam werden die Verhandlungen zu Ende gebracht, ein mit grotesken Masken bedeckter Mann erscheint und die Leibwächter der Anwesenden sterben durch lange vorher in ihrer Cyborgkörper eingeleitetes Gift. Der Maskierte, der sich als Baron Muster zu erkennen gibt, verlangt, dass das Cydonia-Gebiet von der Berieselung ausgenommen wird und der Kälte zum Opfer fällt. Die Vertreterin dieser Region, Porwit protestiert und stirbt, zum Entsetzen der restlichen Anwesenden, als der Unbekannte sie mit seinem Gehstock berührt und ihr Körper steinhart wird und wie Kristall zersplittert. Muster verkündet, dass er die Proteine in lebenden Körpern aushärten lassen kann, und dass jeder im Raum bereits die Substanz dazu im Körper trägt, und deren Katalysator sich auf seinem Stock befindet. In die Enge gedrängt, entscheiden die großen Achtzehn Musters Forderung zu erfüllen, bitten aber um Geheimhaltung.
In einiger Entfernung haben die drei Kopfgeldjäger, deren Auftraggeber Porwit war, inzwischen Erika und den Doktor gefangen genommen und fordern nun Yoko, als sich nun auch Muster einmischt. Mit seinem Gleiter ergreift er Erika und verlangt von dieser das Buch ihres Vaters, was diese mit Nachdruck verneint. Der bereits angeschlagene Gleiter geht schließlich in der Wüste zu Boden, wo sowohl Erika als auch Muster in ein altes Raumschiffswrack stürzen. In der für beide gefährlichen Situation wird entschieden, eine Waffenruhe einzugehen. Muster leitet Erika an, wie die Stromversorgung wieder in Gang zu bringen ist, erleidet aber einen Anfall und muss seine Maske und Kleidung entfernen, um seine Krankheit zu behandeln. Nachdem Muster seinen Oberkörper freimacht, kann Erika den Grund für die Maskerade erkennen; Muster leidet am „Maskentumor“ einer Wucherung von Gesichtern und Köpfen auf seinem eigenen Gesicht und Rücken, welche ihm langsam aber sicher Sauerstoff und Energie entziehen, und die er mit Krebszellen zu besiegen trachtet. Schließlich erklärt Muster, warum er das Buch benötigt, denn dieses ist einer von zwei Teilen, den der Letzte, ehrliche von den neun Königen des Mars, als Hinweis auf einen Schatz hinterlassen hat, den Muster für seine Rettung und seine Rache an seinen Feinden nutzen will. Der andere Teil des Rätsels ist Musters Gehstock (im Original als „Gold Stock“ bezeichnet) welchen Erika, unabsichtlich, in einen Stromkreis bringt, worauf dieser sich zu winden beginnt und eine Botschaft in den Sand schreibt. Muster wirft Erika eine Kamera zu und fordert sie auf ein Foto zu machen, doch sie verwischt den Text, was Muster einwilligen lässt für ihre Zusammenarbeit ihre Sicherheit zu garantieren. Erika jedoch ist damit nicht glücklich, der Mord an ihren Eltern, den sie Muster offenbart, lastet zu stark auf ihr. Nach allem erklärt Muster, Erika könne auch auf der Seite des Verbrechens glücklich werden und entscheidet sie als „Lehrling“ aufzunehmen.
Erika kommt schließlich mit auf Musters geheime Festung, ein mobiles Gebäude, das sich mit Fräsen uns Steltzen durch eine Canyonlandschaft bewegt, um so nicht geortet werden zu können. Durch ihre Kampftrainerin Zoe genervt entscheidet Erika schließlich einem Gefangenen das Essen zu bringen, es handelt sich um einen freundlichen jungen Mann, der, wie sich herausstellt, seine verschollene Freundin sucht. Muster hat tatsächlich die Gesuchte entführt und gewährt dem Gefangenen, Damjan, einen Blick auf seine Sammlung von Statuen, zu welchen auch die Freundin des Mannes gehört, welche auskristallisiert und von einem Schwert durchbohrt wurde. Erika ist entsetzt über Musters Grausamkeit und rät Damjan, welcher seit dem Beginn seiner Gefangennahme sukzessive vergiftet wurde und nun am Rande des Todes steht, ein von Muster angebotenes Gegenmittel, anzunehmen. Muster lässt Damjan als Erikas „Haustier“ am Leben so dieser sich benimmt. Am Abend in Erikas Zimmer ist Damjan über sich selbst und seine Angst bestürzt, Erika bittet ihn durchzuhalten um Rache nehmen zu können.
Erika erfährt schließlich von Muster, dass dieser etwas mit Yoko vorhat, was seinen Feinden schaden könnte, er hält Details aber weiterhin geheim und meint, er werde diese zum richtigen Zeitpunkt preisgeben. Als Erika Professor Chinmoy, einem der Wissenschaftler, die für Muster tätig sind, Essen bringt, lässt sie sich von ihm die Wirkungsweise des „Krista Morten“, jener Substanz, die Porwit getötet hat, erklären. Es handelt sich um das Pulver eines Marsgesteins, ungiftig, geschmack- und geruchlos, und es wird nach einer Woche aus dem Körper ausgeschieden, doch wenn man die Partikel einer bestimmten Ultraschallfrequenz aussetzt, schwingen diese und lassen die umliegenden Proteine, unumkehrbar auskristallisieren. Ohne dass Chinmoy es bemerkt, hat Erika ihm das Krista Morten in das Essen gemischt und er stirbt, und zersplittert, als sie eine Ultraschallquelle, welche er ihr zu Demonstrationszwecken gibt, in Betrieb nimmt.
Erika täuscht einen Unfall vor und als Muster davon erfährt ist er eher belustigt, da er nun sicher ist mit Erika einen gleichwertigen Schurken zu erziehen. Bei einem Ausflug zu einer von Musters legalen Unternehmungen, einer Ziegelfabrik, sieht Erika mit Damjan wie aus den Leichen der Opfer des Himmelbruchs, durch eine Behandlung mit Krista Morten, Ziegel hergestellt werden, was ihr den Begriff „Gnadenlos“ sowie ihre unerbittliche Welt, den Mars, verständlich macht.
Zwischenzeitlich wird Yoko unsanft von ihrer Mutter weggerissen und von Lord Marquis, Musters Verbündetem und dem Onkel der Herrscherin von Cydonia, Lady Kagura, ebendieser vorgeführt. Lady Kagura soll zu Gunsten Yokos abdanken, da sie an einer unheilbaren, und entstellenden Krankheit leidet, bei welcher es sich vermutlich auch um den Maskentumor handelt. Lady Kagura jedoch versucht Yoko zu ergreifen, was misslingt, Marquis jedoch zum Abzug bewegt. Zuletzt bringt Marquis die unglückliche Yoko in eine riesige Halle, er will ihr, ihr Schicksal als zukünftige Herrscherin von Cydonia zeigen, und welche Macht sie erben wird, den Schutzgott von Cydonia, den Ethnarchen „Odeon Bach“.
Nachdem die Botschaft, die der Goldstock in den Sand zeichnet, mit Erikas Hilfe geknackt wurde, machen sich Muster seine Helfer, so wie Damjan und Erika, in einem Gleiter zu den angegebenen Koordinaten in der marsianischen Nordpolregion auf, und erhalten schließlich durch die letzten Codefragmente, die durch Erikas Ausgabe von „Vom Kriege“ dechiffriert werden, den Satz „WO DER ADLER AM AUGAPFEL DES SKELETTS PICKT BIETE DEN TANZENDEN STOCK AN“ (wobei das Wort Skelett mit Schädel übersetzt wird). Nach dem Absetzen eines Fahrzeugs und längeren Ausgrabungen kommt es zu einem starken Sandsturm, der den Gleiter zum Absturz bringt. Man harrt an Ort und Stelle aus, bis der Sturm nach Tagen vorbei ist, und Erika gibt erneut den Hinweis zur Lösung des Rätsels, denn sie fragt, ob die alten Marskönige dieselben Karten wie die Menschen der Gegenwart verwendet haben, und wirklich weichen die Koordinaten um einiges ab. Am Zielort findet man eine bearbeitete Steinstruktur, die zum richtigen Zeitpunkt einen adlerförmigen Schatten wirft, welcher auf ein Loch im Felsen weist, dort setzt man schließlich den GoldStock ein. Nachdem der Stock eingesetzt ist, hebt sich ein Eingangsportal aus dem Boden empor. Nachdem Muster seinen Kryptologen erschossen hat, wird das Labyrinth, das zum Geheimnis führt, mit dem Tremaux-Algorithmus zu knacken versucht, und Muster, Erika, Zoe und Damjan finden nach etlichen Stunden das Zentrum. Erikas Ausgabe von „Vom Kriege“ wird als Passwort genutzt und eine transparente CD wird ausgegeben. In diesem Moment überwältigt Damjan Zoe und bedroht mit seiner Waffe Muster und Erika, welcher er nun mit Verachtung begegnet. Es stellt sich heraus, dass er nicht auf der Suche nach seiner Freundin war, sondern im Auftrag von einem der Großen Achtzehn handelt, und an Muster Rache üben soll für dessen Drohungen während der EDOM Konferenz. Damjan erklärt, er habe die Wasserversorgung der Raumanzüge von Muster und den Anderen mit Krista Mortem vergiftet, und sich selber das Gegengift besorgt, dass ihn vor Musters Giftbeimischungen retten soll, und welches er sogleich einnimmt. Doch Muster hat Damjan rechtzeitig durchschaut, und als Damjan einen Kugelschreiber mit Ultraschallquelle benutzt und sich wundert, wieso dieser bei Muster und Erika keine Wirkung zeigt, offenbart Muster, dass jenes Krista Mortem, das Damjan gegen ihn eingesetzt hat, nur wirkungslose Tabletten waren, das angebliche Gegenmittel hingegen war Krista Mortem. In diesem Augenblick zeigt sich bereits die Wirkung des Kristalls und Damjan härtet aus und zerbricht, Muster bricht in Gelächter aus und rät Erika, aus Damjans Schicksal zu lernen.
Muster ist über Zoe erzürnt, lenkt dann aber seine Aufmerksamkeit auf die CD, die Geschichte konzentriert sich nun auf Ereignisse vor 13 Jahren.
Beim sog. Marsgesicht finden Ausgrabungen statt, der zukünftige Baron Muster, Itaru Sonan, ist der Sohn des Ausgrabungsleiters. Itaru unterhält sich mit seinem Freund Johan Wald, dem zukünftigen Vater von Erika, als er von seiner Schwester Norin zur Arbeit gerufen wird. Die Prinzessin Kagura Dornburg und ihre Kämmererin Policella Porwit treffen ein, um bei der Öffnung einer Kiste zugegen zu sein. Itaru ist ein heimlicher Bewunderer der Prinzessin, hält dies aber geheim.
Die Prinzessin zeigt den Anwesenden den Schatz des Hauses Dornburg, den zweiten Band einer besonderen Ausgabe von Clausewitzs' „Vom Kriege“, den sie mitgenommen hat.
Itaru öffnet die steinerne Kiste, in welcher sich der Goldstock befindet, dabei strömt ein süßlich riechender Staub aus, welchen Muster als schreckliche Falle bezeichnet.
Kagura verspricht den Anwesenden eine Belohnung und entschwindet mit dem Stock. In diesem Moment wird Itaru von Johan gewarnt, dass die Prinzessin vorhat, alle durch eine Sprengung unter Geröll zu begraben. Rechtzeitig gelingt es Itaru und den anderen zu fliehen, seine Schwester jedoch ist schwer verletzt. Johan, der inzwischen Porwit als Geisel genommen hat, ermöglicht es den Überlebenden, mit dem Gleiter der Prinzessin zu entkommen.
Als man ein Krankenhaus aufsuchen will, zeigt sich, dass die Prinzessin alle, die entkommen konnten, zur Fahndung hat ausschreiben lassen, mit der Begründung, diese hätten den Tod der restlichen achtzehn Archäologen verursacht.
Da Porwit Itarus Vater versichert, es werde keiner zu Schaden kommen, und Norins Zustand sich nicht bessert, entscheidet man sich aufzugeben. Johan ist dagegen und verlässt die Gruppe, er rät, alle Verbrechen, die man ihnen unterstellen wird, auf ihn abzuwälzen. Den entwendeten Goldstock übergibt er Itaru, er selbst behält das Buch. Er erklärt, dass er das Buch verstecken werde, um es im schlimmsten Fall als Verhandlungsgrundlage nutzen zu können, dasselbe empfiehlt er Itaru. In Gefangenschaft verweigert Itaru es, die Schuld an den Ereignissen auf Johan zu schieben, und muss schließlich feststellen, dass er auch noch in Quarantäne gehalten wird. Als ein Auge auf seiner Haut erscheint, wird Itaru klar, dass er sich mit einer schrecklichen Krankheit infiziert hat. Die vom Maskentumor befallenen Archäologen werden operativ, aber ohne Erfolg, von ihren Wucherungen befreit, doch als die Ärzte ein gesundes Mitglied der Gruppe dem Erreger des Maskentumors aussetzen, erkennt Itaru, dass sie keine Patienten, sondern Versuchskaninchen sind. Itarus Vater hat es am schlimmsten getroffen, er muss mit einer Herz-Lungen-Maschine am Leben erhalten werden. Eine letzte, gewagte Operation soll den Tumor stoppen. Die Ärzte trennen Gesicht und Gehirn vom Körper, doch der Tumor wächst weiter und führt schließlich zum Tod. Später wird Itaru vor Prinzessin Kagura gebracht, welche enthüllt, dass sie ebenfalls vom Maskentumor befallen ist. Dieser hat ihre gesamte rechte Brust zu einem Gesicht umgeformt. Die Experimente an den Archäologen dienten dazu, ein Heilmittel für sie zu finden. Zuletzt soll Itaru noch dem Hobby der Prinzessin, der Zucht von Alraunen, dienen. Diese sollen durch die postmortale Ejakulation Hingerichteter erzeugt werden können. Dazu werden Itarus Beine mit Schwefelsäure bestrichen. Als er nach furchtbaren Schmerzen, dem Anschein nach, verstorben ist, soll er im Keller des Palastes verbrannt werden. Bevor es zu seiner Kremation kommen kann, wird Itaru von Johan gerettet. In Sicherheit muss Itaru feststellen, dass seine Haare weiß geworden sind. Seine Beine sind von der Säure zerstört und seine einst wohlklingende Stimme ist ebenso dahin. Johan fordert ihn auf, sich mit ihm aufzumachen und den Goldstock zu holen. Als die beiden das Versteck aufsuchen, verrät Johan Itaru und schießt auf ihn.
Itaru kann beim Fall in einen Abgrund nahe dem Versteck den Goldstock mitreißen und behält diesen. Die Geschichte erzählt kurz, wie Baron Muster anstelle des Marsadeligen Mehaos dessen Residenz infiltriert, und mit Hilfe seines buckligen Dieners Miguel, während der Marsstürme dort die Herrschaft übernimmt. Als sich die Frau des Adeligen sowie seine Tochter Lotte vor ihm befinden, offenbart Muster, dass er Mehanos getötet hat und erzählt die Geschichte um das Krista Mortem, welches sein Vater erfand aber aus Angst vor Missbrauch geheim hielt, philosophiert über die Frage nach dem Bösen, und erklärt, dass er glaube, das all die schrecklichen Dinge, die ihm widerfahren sind, eine Strafe waren, nämlich für die Taten, die er noch begehen werde. Als nach den Stürmen der Großvater der Herrin in deren Anwesen nach dem Rechten sehen will, findet er nurmehr Mutter und Tochter als Statuen vor.

## Veröffentlichungen

### Manga
Der Manga erschien in Japan erstmals 1991 im Business-Jump-Magazin des Shūeisha-Verlages. Im japanischen Original heißt Alita Gally. Dies wurde von dem amerikanischen Verleger, Viz Communications (heute VIZ Media), geändert, da ihnen der Name Gally zu brav erschien.
In Deutschland wurden drei Ausgaben von Carlsen Comics veröffentlicht, die erste ab 1996. Diese Ausgabe bestand aus 100 Seiten umfassenden Alben im A4-Format, welche gespiegelt wurden, um sie der in Deutschland üblichen Leserichtung anzupassen. Nach 12 Bänden wurde die Serie abgebrochen. Ab Oktober 2000 erschien die zweite Ausgabe in japanischer Leserichtung und im Taschenbuchformat, diese wurde mit dem neunten Band abgeschlossen. In dieser Version sind auch die Anmerkungen des Autors enthalten. 2003 wurde die Special Edition mit Pappschuber veröffentlicht, welche alle neun Bände der Taschenbuchausgabe umfasst. 2018 folgte die Perfect Edition. Die vier Bücher haben ein etwas größeres Format. Die Bände erschienen zuerst einzeln; ein Schuber mit allen Bänden und einem Poster folgte nach Abschluss der Veröffentlichung der Einzelbände.
Seit Januar 2004 ist auch die Nachfolgeserie Battle Angel Alita: Last Order auf Deutsch erhältlich. Alle 19 Bände sind erschienen. Last Order knüpft nicht direkt bei dem letzten Band von Battle Angel Alita (Band 9: Hyper Future Vision) an, sondern setzt die Geschichte direkt nach Kapitel 51 – Yokos Zerstörung – fort. Der Autor, Yukito Kishiro, war nicht mit dem Schluss der Reihe zufrieden. Er war aus mehreren Gründen gezwungen, die Erzählung frühzeitig zu beenden. Last Order soll die Geschichte so weiter erzählen, wie sie ursprünglich konzipiert war. 19 Bände kamen in Japan heraus, die Veröffentlichung im Magazin Evening endete am 28. Januar 2014. Auch hier gibt es eine Perfection Edition, die erst in sechs einzelnen Bänden und mit dem letzten Band in einem Schuber erschienen ist.
Die Bücher bieten im Anhang meist einige Details zur Welt von Alita, z. B. eine Übersicht der Wolkenstadt, oder einen kurzen humorvollen Manga. Da Yukito Kishiro noch an der Serie arbeitet, nimmt er gerne Ideen für Charaktere von Fans in seinem Manga auf. Die Zeichnungen der Fans sind ebenfalls im Anhang zu finden.
Seit Oktober 2014 erscheint in Japan im Magazin Evening die Serie Gunnm Kasei Senki (auch Gunnm Mars Chronicles) von Yukito Kishiro als Fortsetzung von Last Order. Die Serie erscheint seit Mai 2016 auf Deutsch bei Carlsen Manga in bisher sieben Bänden.

### Anime
In Japan wurden von Animate Film mit Unterstützung von Madhouse 1993 zwei Folgen einer OVA-Serie produziert. Danach wurde die Serie wegen zu schlechter Verkaufszahlen eingestellt. Für die meisten Veröffentlichungen außerhalb Japans, so auch die deutsche Ausgabe, wurden beide Folgen zu einem 50 Minuten langen Film geschnitten. Das Charakterdesign von Alita wurde leicht verändert, so dass sie im Anime kleiner erscheint. Die Handlung dreht sich um die Geschichte von Alita und Jugo und endet mit dessen Sturz von der Versorgungsleitung nach Zalem. Sie weist gegenüber dem Manga einige Änderungen auf und führt mit Chiren einen neuen Charakter ein. Chiren ist der weibliche Gegenpart zu Ido, auch sie trägt das Initiations-Mal, das sie als Bürgerin Zalems ausweist, auf der Stirn.
- Regie: Hiroshi Fukutome
- Supervisor: Rintarō
- Drehbuch: Akinori Endō
- Character Design: Nobuteru Yūki
- Künstlerische Leitung: Hidetoshi Kaneko
- Musik: Kaoru Wada

### Kinofilm
Der Regisseur James Cameron hatte seit etwa 1998 wiederholt erklärt, am Alita-Stoff Interesse zu haben und einen Realfilm drehen zu wollen. Da er zunächst Avatar 2 und 3 fertigstellen wollte, verzögerte sich der Produktionsbeginn auf das Jahr 2017. Er gab seine Funktion als Regisseur 2015 an Robert Rodriguez ab, blieb aber weiterhin gemeinsam mit Laeta Kalogridis für die Drehbuch-Adaption der Graphic Novel verantwortlich. Das Drehbuch greift die ersten vier Bände des Mangas auf. Der Kinofilm (eine Realverfilmung) kam am 14. Februar 2019 unter dem Titel „Alita: Battle Angel“ in die deutschen Kinosäle.
In jüngerer Vergangenheit bedienten sich mehrere Filme der Handlung und Welt von Battle Angel Alita
- Astroboy von 2009, Verfilmung der gleichnamigen Mangareihe, jedoch Nutzung der Handlung von Battle Angel Alita statt der aus dem eigenen Manga
- Elysium von 2013, bedient sich unübersehbar des Szenarios der gespaltenen Welt aus einer irdischen Schrottstadt und einer utopischen Himmelsplattform. Matt Damon spielt eine Figur, die der Alitas entspricht, jedoch dort Max De Costa heißt.

## Personen, Orte und Begriffe
| Die Personen sind in alphabetischer Reihenfolge aufgelistet  | |
| Aga Mbadi (Trinidad)                                         | Überwesen und inoffizieller Herrscher über Jeru und das Z.O.T.T. Durch die Methusalemisierung erhielt er ewiges Leben. In seinem Schädel befinden sich die Hirnchips dreier genialer Wissenschaftler. Desty Novas Hirnchip wurde bei ihm jedoch nicht eingesetzt. Vielmehr wurde Dr. Nova – wie im Verlauf der Handlung sich zeigt – mit diesem Hirnchip körperlich wieder vollkommen hergestellt und bekommt noch einen zweiten Chip (Dualchip) zusätzlich implantiert, worauf er sich nun „SuperNova“ nennt und mit denselben Fähigkeiten wie „Trinidad“ versehen ist.          |
| Alita                                                        | Im Original Gally genannt. Alitas Kopf und Gehirn wird auf dem Schrottplatz in Schrottstadt von Ido gefunden, der ihr einen Roboterkörper spendiert. Im Laufe der Geschichte kommen immer mehr Erinnerungen an ihr früheres Leben als Yoko zurück, einer auf dem Mars in der Panzerkunst ausgebildeten Kriegerin. |
| Caella Sanguise                                              | Eine Vampirin, die 1808 in Transsylvanien unter dem Namen Vilma Fachiri geboren wurde. In der Gegenwart von Battle Angel Alita Last Order ist sie die Anführerin der Stellar Nursery Society, die sich um Waisenkinder kümmert. In Last Order 9 wird ihre Lebens- und Leidensgeschichte als Rückblick erzählt. |
| Desty Nova                                                   | Ein Wissenschaftler, der aus Zalem verbannt wurde und wissenschaftliche Karmaforschungen durchführt. Sein Ziel ist die Perfektion seiner Nanotechnologie. |
| Donfa (Donfua)                                               | Karatekämpfer und einstiger Mitschüler von Zekka, kämpfte vor 90 Jahren gegen diesen beim ZOTT, wobei beide fast getötet und Jeru schwer beschädigt wurde. War zuletzt Einsiedlermönch. |
| Foggier                                                      | Ein Söldner aus einem Fischerdorf. In diesen verliebt sich Alita auf einer Mission, während sie als Tuned arbeitet. Foggier und Alita werden ein Paar, das sich offiziell im Laufe der Geschichte nie trennt, auch wenn sie getrennte Wege gehen. |
| Jugo                                                         | Ein Junge aus Schrottstadt und Alitas erste Liebe. Als Jugo auf grausame Art und Weise stirbt, wird der bis dahin naiven Alita klar, in welcher dunklen Welt sie lebt. |
| Daisuke Ido                                                  | Der Cyberdoktor, der Alitas Kopf findet und ihr einen Cyborg-Körper gibt. Er stammt ursprünglich aus Zalem und arbeitet nebenbei als Kopfgeldjäger. |
| Kaos                                                         | Desty Novas Sohn. Kaos besitzt die Fähigkeit, durch bloße Berührung von Gegenständen deren Vergangenheit zu erfahren. Einst war Kaos sehr aggressiv und blutrünstig, was Desty Nova dazu veranlasste dessen bösartige Seite zu extrahieren und in den Körper des Cyborgs Den einzuspeisen. Den gründete eine Rebellenorganisation, um gegen Zalem anzukämpfen. |
| Lou Collins                                                  | Alitas „Operator“ und Freundin, die Alita während ihrer Missionen im Rahmen der Tuned von Zalem aus unterstützt. Indem sie sich in Band acht für Alita und gegen ihre Vorgesetzten stellt, wird sie vom Dienst suspendiert. Aus Dankbarkeit macht sich Alita auf die Suche nach Ihr, um sie zu retten. |
| Oberst Pain                                                  | Militärischer Befehlshaber und Ausbilder eines Kinderinfanteristen-Zugs, den er für eine Punktflagge gegen einen anderen Zug in den Tod schickt (vom anderen Zug überlebt ebenfalls niemand). Er wurde von Alita getötet, jedoch taucht er immer wieder als ihr Quälgeist auf. |
| Pingu Uh                                                     | Ein Hacker und ehemaliger Rebell, der Alita in Last Order unterstützt |
| Yoko                                                         | Alitas „früheres Leben“ in dem sie zur Attentäterin ausgebildet wurde und die Tragödie von Camranh maßgebend mitverantwortet hat. Als Bestrafung dafür wurde sie von Jeru aus in die Erdatmosphäre abgeworfen und sollte darin verglühen. Auf bisher unbekannten Wegen trat dies nicht ein, und so landete Yokos Oberkörper auf dem Schrottplatz von Schrottstadt auf dem sie von Ido gefunden wurde, der ihr ein neues Leben gab. |
| Zekka                                                        | Anarchist und Bekannter von Aga Mbadi, dessen Körper der direkte Vorgänger des Körpers von Sechs ist. |
| Zwei, Sechs, Elf, Zwölf                                      | Einige von insgesamt Zwölf Gynoidenkopien von Alita, die dieselben Fähigkeiten haben, sich aber in allen Kämpfen gegen Alita nicht durchsetzen konnten. Sechs, Elf und Zwölf begleiten Alita schließlich auf ihren Abenteuern und kämpfen gemeinsam. Sechs lässt sich einen neuartigen, mit komprimiertem Gel gefüllten, männlichen Körper geben. |
| Alle Orte sind in alphabetischer Ordnung aufgelistet         | |
| Jeru                                                         | „Die Weltraumstadt“. Das Gegen-Ende von Zalem und ursprünglich als Terminal zum Weltraum geplant. Jeru ist der Schauplatz des Z.O.T.T. |
| Leviathan 1                                                  | Ein riesiges Kolonieschiff, das in Last Order unter anderem als Freizeitschlachtfeld fungiert. |
| Mars                                                         | Der Herkunftsort von Alita. Im Laufe der Geschichte werden immer mehr Details über ihre Vergangenheit und Geschichte klar. Das Zentrum der Panzerkunst war Grüntal im Mariner-Tal, welches als Vergeltung für die Tragödie von Camranh zerstört wurde. |
| Schrottstadt                                                 | Ort der Handlung der meisten Episoden der ersten Reihe. Schrottstadt lebt von den Abfällen und Schrottteilen, die periodisch von Zalem ausgestoßen werden. Vor langer Zeit war die Schrottstadt mit Zalem verbunden. Zur Zeit von Battle Angel Alita ist diese Verbindung zerstört. Es existiert nur noch eine Einwegverbindung nach Zalem über Pipelines zwecks Versorgung mit Lebensmittel und anderen Gütern. |
| Zalem                                                        | Die „Himmelsstadt“ schwebt über Schrottstadt und ist nur über Transportkanäle mit der Erde verbunden. Die Stadt hängt an einem Schaft, der scheinbar endlos in den Himmel reicht. |
| Alle Begriffe sind in alphabetischer Reihenfolge aufgelistet | |
| Barjack                                                      | Rebellenorganisation unter der Führung Dens, die sich in der Wüste der Erde auf den Sturz Zalems vorbereitet. |
| Berserker-Körper                                             | Ein Körper, der für Soldaten geschaffen wurde. Die Berserker-Zellen, aus denen dieser Körper besteht, können durch Willenskraft neu angeordnet werden. Dieser Körper wird von Alitas Motorball-Chef ohne Alitas Wissen verkauft und gelangt in Desty Novas Besitz. Schließlich führt dieser Körper zu einem großen Desaster für Schrottstadt, welches nur Alita verhindern kann – dabei aber selbst auch fast zugrunde geht. |
| Gehirnchip                                                   | Ein vom Medizinischen Inspektions-Büro von Zalem erschaffener Chip, der die Gehirnfunktionen der Bürger Zalems übernimmt, nachdem diesen bei einem Initiationsritual im 19. Lebensjahr das Gehirn entfernt wird, um größere Kontrolle über dies ausüben zu können. Die entfernten Gehirne werden in den Inkubator nach Jeru verbracht, wo sie als eine Art psychologische Filtereinheit dienen. Der Chip wurde auch bei der AR-Serie verwendet, und Aga Mbadi hat sich drei dieser Chips einverleibt. Die Bürger von Zalem wissen über den Austausch ihres Gehirns jedoch nichts. |
| Imaginos-Körper                                              | Eine Spezialanfertigung von Desty Nova für die neu geborene Alita und Ersatz für den Berserker-Körper. Der Körper kann durch bloßen Willen seiner Besitzerin auf atomarem Level verändert werden. So kann Alita zum Beispiel ihre Damaszener-Klinge praktisch aus dem Nichts an ihrem Unterarm erscheinen lassen. |
| Imaginos-2.0-Körper                                          | Dem Imaginos-Körper in der Grundsubstanz ähnlich, ist er jedoch wesentlich leistungsfähiger. Aga MBadi kann sich nicht in ihn hacken, um die Kontrolle über Alita zu erlangen. |
| Ladder                                                       | Organisation, die über interplanetarische Politik entscheidet. Je drei Vertreter der Republik Venus, der Jupiter-Union sowie der erdorbitalen Föderation nehmen daran teil. Aga MBadi ist offiziell nur Assistent, jedoch insgeheim die Nr. 1 der Organisation. |
| Methusalemisierung                                           | Durch Zukunftstechnik ermöglichter Prozess, durch den Menschen potenziell unendliches Leben erhalten. Viele Methusalemisierte beenden ihr Leben durch Selbstmord in dafür vorgesehenen Anlagen. Durch die Methusalemisierung sind Geburten nicht nur unnötig, sondern sogar ungern gesehen. |
| Motorball                                                    | Der populärste Sport in Schrottstadt. Er ist eine Kombination zwischen Inline-Skate-Rennen und American Football auf Leben und Tod, der von Cyborgs ausgeübt wird. |
| Ouroboros-System                                             | Ein von Desty Nova entwickeltes Programm, mit Hilfe dessen sich der Wissenschaftler in Gehirne hacken kann. Als das Ouroboros-System bei Alita eingesetzt wird, verliert sie sich nach und nach in einer äußerst real wirkenden Traumwelt. |
| Panzerkunst                                                  | Name der Kampfkunst, die Alita ausübt. Die Panzerkunst wurde auf dem Mars entwickelt und vereint die Techniken aus alten asiatischen Kampfkünsten mit modernen physikalischen Erkenntnissen wie Schwingungen und Ausnutzung der Gravitation. Im japanischen Original wird der deutsche Begriff verwendet. |
| Tuned                                                        | Begriff für die spezielle Kampftruppe, die von Zalem aus ferngesteuert ihre Missionen durchführen. Alita war der Prototyp (AR-1), bis sie von elf Kopien (AR-2 bis AR-12) ersetzt werden sollte. Drei der Tuned stellen sich in Last Order auf die Seite Alitas. |
| V-Virus                                                      | Ein Virus, das innerhalb der Inkubationszeit zu fast 99 % tödlich ist. Wer jedoch die Inkubationszeit überlebt, kann die physiologischen Grenzen eines Menschen überschreiten und erhält tierartige Stärke und Reflexe sowie ewige Jugend. Menschen, die mit dem V-Virus befallen sind, nennen sich selbst Cognaten, werden vom Rest der Menschheit jedoch als Vampire bezeichnet. Caella Sanguise gehört zu jenen Vampiren. Des Weiteren verliert man die Fähigkeit Kinder zu gebären.                                                                                           |
| Z.O.T.T.                                                     | Zenith Of Things Tournament Ein Turnier, das in Jeru stattfindet und ursprünglich einen Vergleich zwischen menschlichem Kampf und Cyborg-Kampftechniken ermöglichen sollte. Das Ziel ist das Ausschalten der Gegner, meist durch Tod, respektive Eliminierung. Dem Gewinner des Z.O.T.T. winkt neben dem Ruhm die Eigenstaatlichkeit. |

## Zeitlinie
Aus den einzelnen Kapiteln von Battle Angel Alita: Last Order lässt sich die folgende Zeitlinie errechnen. Als Jahr 0 gilt der Start von Sputnik, womit sich alle Jahresangaben errechnen lassen. Die Jahresangaben werden meist mit ES angegeben, womit aller Wahrscheinlichkeit Era Sputnik gemeint ist. In Klammern ist jeweils unsere Zeitrechnung angegeben.
- ES 53 (2010) – Erste Kolonie auf dem Mars
- ES 55 (2012) – Meteoriteneinschlag in Japan, der lange Winter beginnt
- ES 125 (2082) – Beginn des Weltraumprogramms durch die KI Melchizedek
- ES 218 (2175) – Fertigstellung des Orbitalring-Systems „Himmelsleiter“ („Jacob’s Ladder“)
- ES 242 (2199) – Erste Kolonie im Venus-System, d. h. im Orbit
- ES 250 (2207) – Ausrufung der Republik Venus; Terraforming wurde dort anschließend vorangetrieben
- ES 263 (2220) – Erste Kolonie im Jupiter-System auf dem Mond Ganymed
- ES 301 (2258) – Ausrufung der Erdorbitalen Föderation (durch die planetaren Kolonien)
- ES 316 (2273) – Beginn des Projektes „Toposphia“; diese Hülle um Jupiter ist noch unvollendet
- ES 387 (2344) – Erste Ladder-Konferenz in Jeru; bis ES 591 (2548) wurden 1356 Konferenzen abgehalten
- ES 391 (2348) – Erbauung der fünf Leviathan-Raumschiffe, die zur interstellaren Kolonialisierung genutzt werden sollten
- ES 591 (2548) – Zeit, in der Yoko, Alitas frühere Persönlichkeit, lebte, Rückblicke in Battle Angel Alita: Last Order.

## Titel
Der japanische Name setzt sich aus den beiden Kanji 銃 (Gewehr) und 夢 (Traum) zusammen. Die eigentliche Lesung wäre Jūmu, aber in diesem Fall wird die Bedeutung des ersten Kanji mit dem englischen Wort Gun (im Japanischen dann als がん gan) gelesen, woraus sich die Lesung Ganmu ergibt.